# Brăhășești
Brăhășești – wieś w Rumunii, w okręgu Gałacz, w gminie Brăhășești. W 2011 roku liczyła 2637 mieszkańców.